# Le Bon Grain et l'Ivraie (film)
Pour les articles homonymes, voir Ivraie (homonymie).
Pour plus de détails, voir Fiche technique et Distribution.
Le Bon Grain et l'Ivraie est un film français réalisé par Manuela Frésil et sorti en 2020. Le tournage a été effectué à Annecy.

## Fiche technique
- Titre : Le Bon Grain et l'Ivraie
- Réalisation : Manuela Frésil
- Scénario : Manuela Frésil
- Photographie : Manuela Frésil et Jean-Pierre Méchin
- Son : Manuela Frésil
- Montage : Marc Daquin
- Musique : Jean Sibelius
- Production : La Traverse - Cinédoc Films
- Pays :  France
- Durée : 94 minutes
- Date de sortie  : France - 28 octobre 2020

## Sélections
- États généraux du film documentaire 2019
- Cinéma du réel 2019
- Festival Traces de vies 2019